# SEAT Cupra Cup
De SEAT Cupra Cup was een Nederlands toerwagenkampioenschap. De races worden alleen gereden op zogenaamde A-evenementen, zoals het WTCC, de Paasraces en de Pinksterrace. Op de zondagen duurde een race 40 minuten met een verplichte pitstop en een rijderswissel. Het was de eerste raceklasse die op biodiesel ging rijden. Het laatste seizoen was 2007, het kampioenschap werd vervangen door de Toerwagen Diesel Cup.
Er werd niet gereden in een SEAT Cupra maar in een SEAT Ibiza.